# Ryanggang
Ryanggang (Ryanggang-do; 량강도; 兩江道) é uma das nove províncias da Coreia do Norte.  A província faz fronteira com a província chinesa deJilin ao norte, Hamgyong do Norte a leste, Hamgyong do Sul ao sul e Chagang a oeste. Ryanggang foi formada em 1954, quando foi separada de South Hamgyŏng. Sua capital é a cidade de Hyesan.  Na Coreia do Sul, a pronúncia do nome é Yanggang.
No quesito turístico, província é conhecida pro abrigar a Montanha Baekdu, situado na fronteira entre a Coreia do Norte e a China, onde é lá que governo norte-coreano diz que Kim Jong-il nasceu enquanto seus pais estavam em um campo de resistência comunista nas montanhas.
No quesito econômico, Ryanggang é descrita como a província mais pobre da Coréia do Norte, fazendo parte do "Cinturão da Ferrugem" junto com as províncias de Hamyong do Norte e Chagang, isso devido o número de fábricas ultrapassadas e falidas. Foi a província mais afetada durante a fome da década de 1990, o que levou no aumento de refugiados norte-coreanos para a China.